# Carl Walter (Theologe)

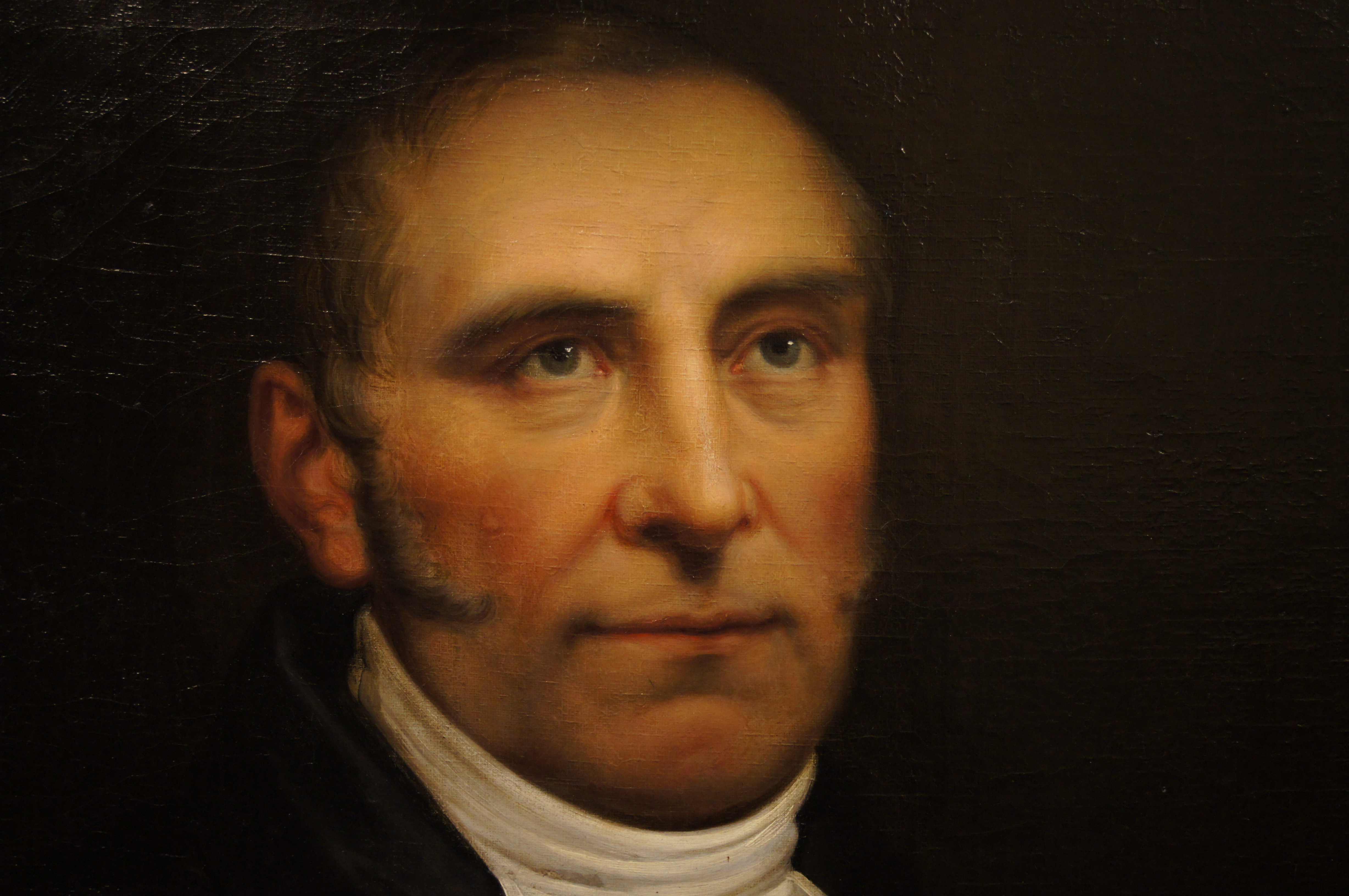
Carl Walter, Ausschnitt eines Gemäldes in der Schlosskirche (Schwerin)

Friedrich Carl Ernst Walter (* 29. November 1789 in Bülow, heute Ortsteil von Schorssow; † 14. Juli 1854 in Schwerin) war ein deutscher evangelisch-lutherischer Geistlicher und Oberhofprediger in Schwerin.

## Leben
Carl Walter war ein Sohn des Pastors an der Dorfkirche Bülow, (Rudolph Friedrich) David Walter. Ab Oktober 1807 studierte er Evangelische Theologie an der Universität Rostock und wurde Mitglied des Corps Vandalia Rostock. Nach seinem Examen 1810 musste er zunächst, wie die meisten Theologen seiner Zeit, eine Stelle als Hauslehrer annehmen, zuerst bei Anton Christoph von Wickede auf Gorschendorf (heute Ortsteil von Malchin), dann bei dem Kammerherrn von Vieregge in Wismar. Am 13. Februar 1812 wurde er Diaconus (2. Pastor) an der Nikolaikirche in Wismar. 1821 kam er als Inspektor an das Schullehrerseminar in Ludwigslust und wurde 1823 Hofprediger an der Hofkirche. Ab 1830 war er zugleich Konsistorialrat und wurde 1833 Oberhofprediger in Ludwigslust. 1839 zog er mit dem großherzoglichen Hof nach Schwerin um. Hier war er bis zu seinem Tode Oberhofprediger an der Schloßkirche Schwerin. Am Ersten Weihnachtstag 1845 weihte er den neugotischen Altar des Schweriner Doms.
Er war Seelsorger für drei Generationen des Hauses Mecklenburg(-Schwerin) und für dessen Kasualien verantwortlich: er konfirmierte 1839 den Erbgroßherzog Friedrich Franz II. und 1840 Herzogin Luise zu Mecklenburg; beerdigte 1842 Großherzog Paul Friedrich, konfirmierte 1843 Herzog Wilhelm zu Mecklenburg, traute 1849 in Ludwigslust am 20. Oktober Luise mit Hugo Fürst zu Windisch-Graetz (1823–1904) und am 3. November Friedrich Franz mit Auguste Reuß zu Köstritz; taufte 1851 Erbgroßherzog Friedrich Franz (III.) und 1852 Herzog Paul Friedrich zu Mecklenburg, jeweils im Goldenen Saal von Schloss Ludwigslust. Sein Nachfolger in diesem Amt wurde Karl Jahn.
Walter war verheiratet mit Charlotte, geb. Dahlmann (* 1793), einer Tochter des Wismarer Bürgermeisters und Syndikus Johann Christian Ehrenfried Dahlmann (1739–1805), und war damit Schwager von Friedrich Christoph Dahlmann. Durch seine Tochter Agnes war er der Schwiegervater von Theodor Kliefoth.